# 강상조
강상조(姜尙祚, 1954년 5월 26일 ~ )는 대한민국의 공무원이다. 

## 학력
- 1973년 ~ 1978년 : 영남대학교 원예학 학사
- 1995년 ~ 2003년 : 고려대학교 대학원 원예학 박사

## 경력
- 1980.09 : 농촌진흥청 원예시험장 과수제2연구담당관실 연구사
- 1993.01 : 대구사과연구소 연구관
- 2002.01 : 농촌진흥청 국립원예특작과학원 과수과장
- 2008.01 : 농촌진흥청 연구개발국장
- 2008.08 : 농촌진흥청 국립원예특작과학원장
- 2009.12 : 농촌진흥청 차장

## 참고
| 전임 류갑희 | 제22대 농촌진흥청 차장 2009년 12월 16일 ~ 2012년 1월 16일 | 후임 정광용 |